# Brslen Bungeův
Brslen Bungeův (Euonymus bungeanus, dle aktuální taxonomie Euonymus maackii) je neopadavý listnatý keř nebo nízký strom z rostlinné čeledi jesencovité (Celastraceae). Květy mají žlutozelenou barvu, plody jsou převislé tobolky s nachovým míškem. Nejlépe se mu daří na vápenatých půdách a poměrně dobře snáší znečištěné prostředí. Hlavní využití je v zahradách a parcích v menších skupinách, jako solitéra nebo neformální živé ploty. Toleruje širokou škálu půd a půdních podmínek, s výjimkou mokrých. Pochází z Asie (severní Čína, Korea, ruské Přímoří). Nazýván podle ruského botanika Alexandra von Bungeho (1803–1890).

## Galerie

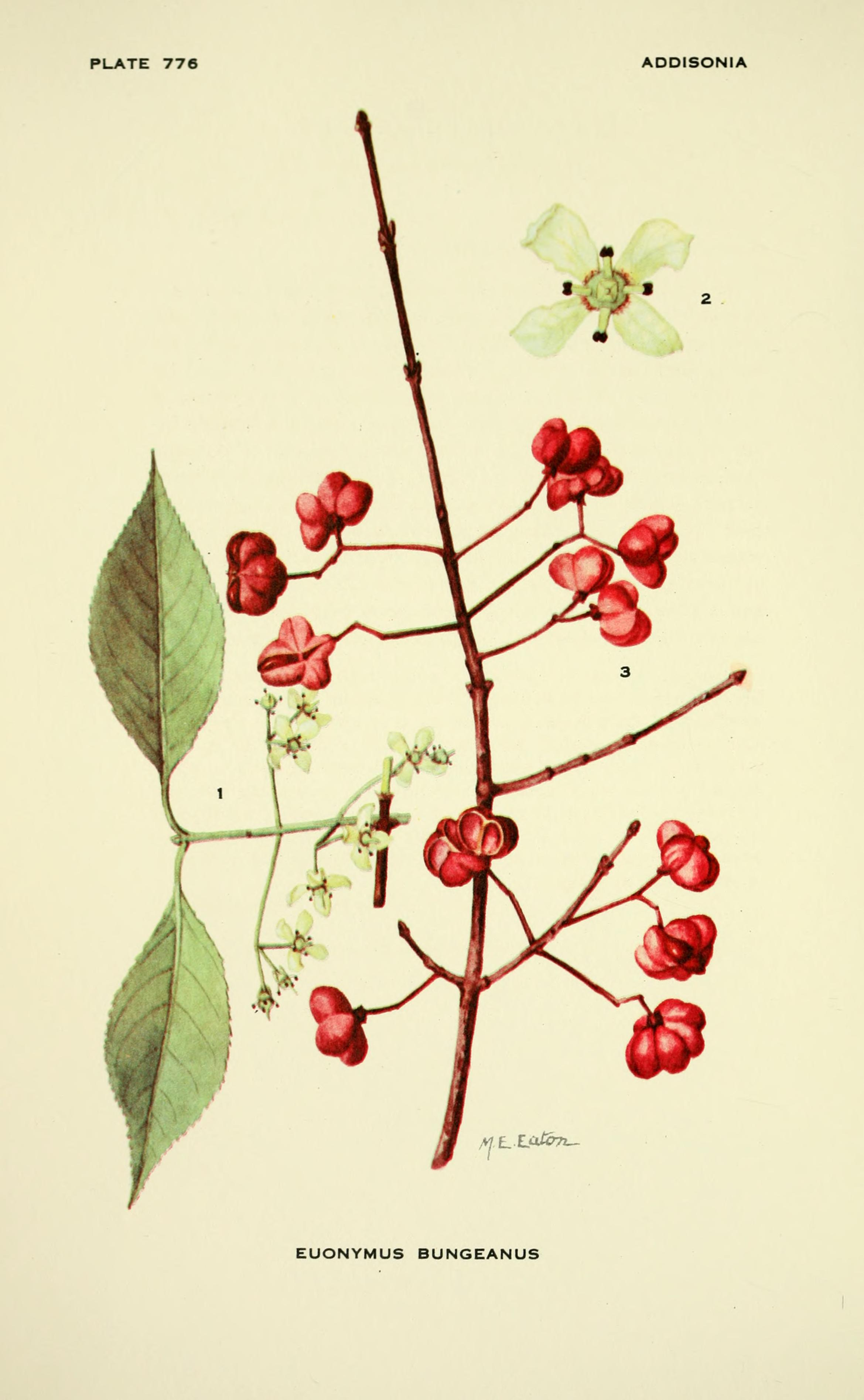
Ilustrace plodící větévky
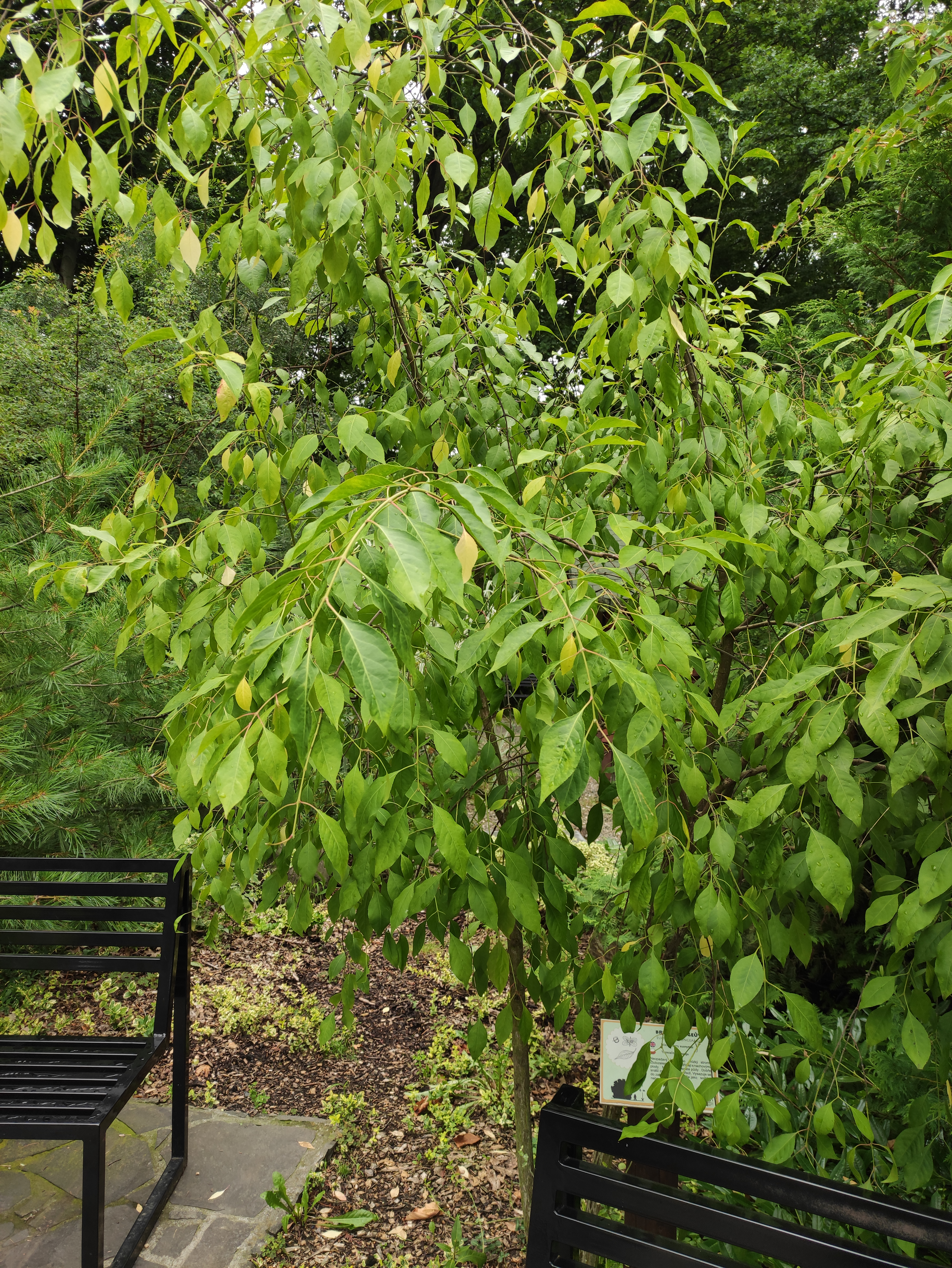
Brslen Bungeův v Zoologické zahradě a botanickém parku Ostrava
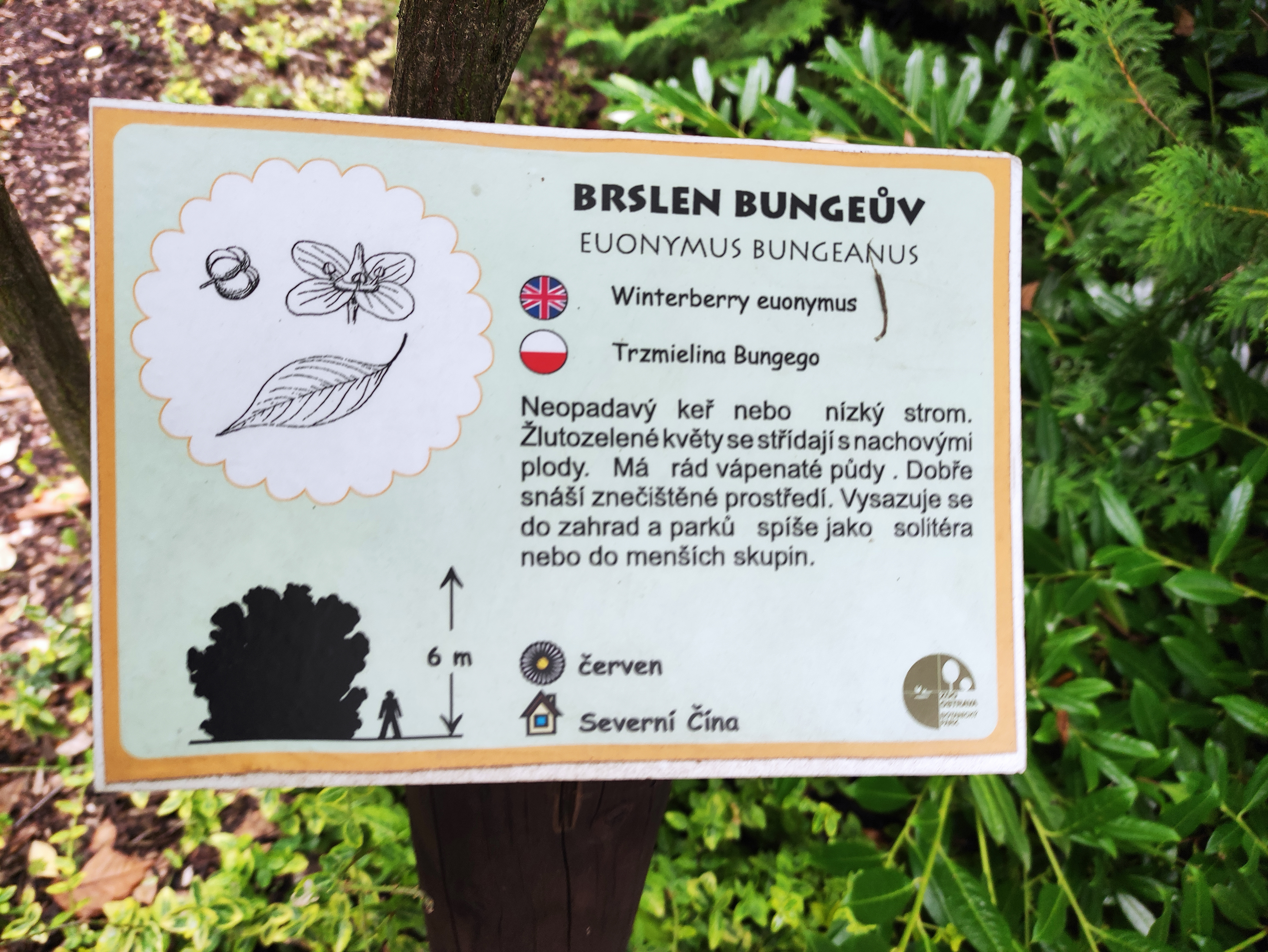
Brslen Bungeův v Zoologické zahradě a botanickém parku Ostrava
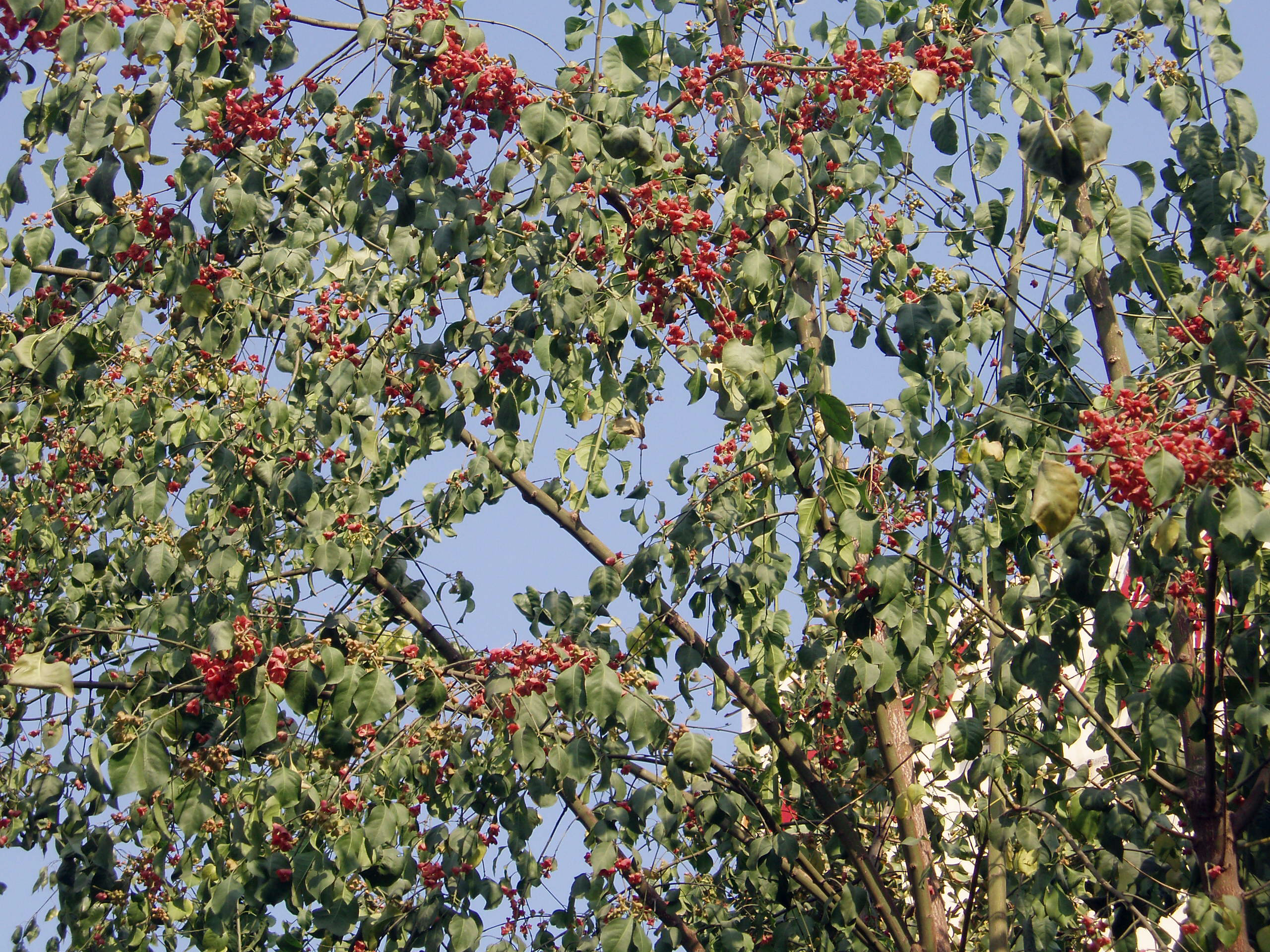
Brslen Bungeův s květy